# Peist
Peist era una comuna suiza del cantón de los Grisones, situada en el distrito de Plessur, círculo de Schanfigg. Limitaba al norte con las comunas de Furna, Jenaz y Fideris, al este con Langwies, al sur con Arosa, y al occidente con Molinis y Sankt Peter-Pagig. El 1 de enero de 2013 se fusionó en la comuna de Arosa junto con las antiguas comunas de Calfreisen, Castiel, Langwies, Lüen, Molinis y Sankt Peter-Pagig.